# الکساندر سیگارت
الکساندر سیگارت (تایلندی: อเล็กซานเดอร์ กษิดิศ ซีกฮาร์ท؛ زادهٔ ۲۹ ژوئیهٔ ۱۹۹۴) بازیکن فوتبال اهل تایلند است.

## باشگاهی
از باشگاه‌هایی که در آن بازی کرده‌است می‌توان به باشگاه فوتبال بایرن مونیخ اشاره کرد.